# Pristimantis juanchoi
Eleutherodactylus juanchoi là một loài động vật lưỡng cư trong họ Strabomantidae, thuộc bộ Anura. Loài này được Lynch miêu tả khoa học đầu tiên năm 1996.